# Palpada pusilla
Palpada pusilla är en tvåvingeart som först beskrevs av Macquart 1842.  Palpada pusilla ingår i släktet Palpada och familjen blomflugor. Inga underarter finns listade i Catalogue of Life.